# Saint-Aupre
Saint-Aupre ist eine französische Gemeinde mit 1.200 Einwohnern (Stand: 1. Januar 2022) im Département Isère in der Region Auvergne-Rhône-Alpes. Die Gemeinde liegt im Arrondissement Grenoble und gehört zum Kanton Voiron.

## Geographie
Saint-Aupre liegt etwa 23 Kilometer nordnordwestlich von Grenoble. Umgeben wird Saint-Aupre von den Nachbargemeinden Merlas im Norden, Miribel-les-Échelles im Osten und Nordosten, Saint-Joseph-de-Rivière im Süden und Südosten, Saint-Étienne-de-Crossey im Süden und Südwesten sowie Saint-Nicolas-de-Macherin im Westen.

## Bevölkerungsentwicklung
| Jahr                       | 1962 | 1968 | 1975 | 1982 | 1990 | 1999 | 2006 | 2013 |
| -------------------------- | ---- | ---- | ---- | ---- | ---- | ---- | ---- | ---- |
| Einwohner                  | 408  | 389  | 388  | 560  | 676  | 872  | 1046 | 1107 |
| Quellen: Cassini und INSEE |      |      |      |      |      |      |      |      |

## Sehenswürdigkeiten
- Kirche Saint-Aupre aus dem 19. Jahrhundert
- Kapelle La Madeleine, früheres Siechenhaus, aus dem 12. Jahrhundert
- Schloss La Rossetière aus dem 18. Jahrhundert
- Wehrhaus Le Bellier aus dem 13. Jahrhundert
- Wehrhaus La Tour aus dem 15. Jahrhundert, umgebaut im 17. Jahrhundert

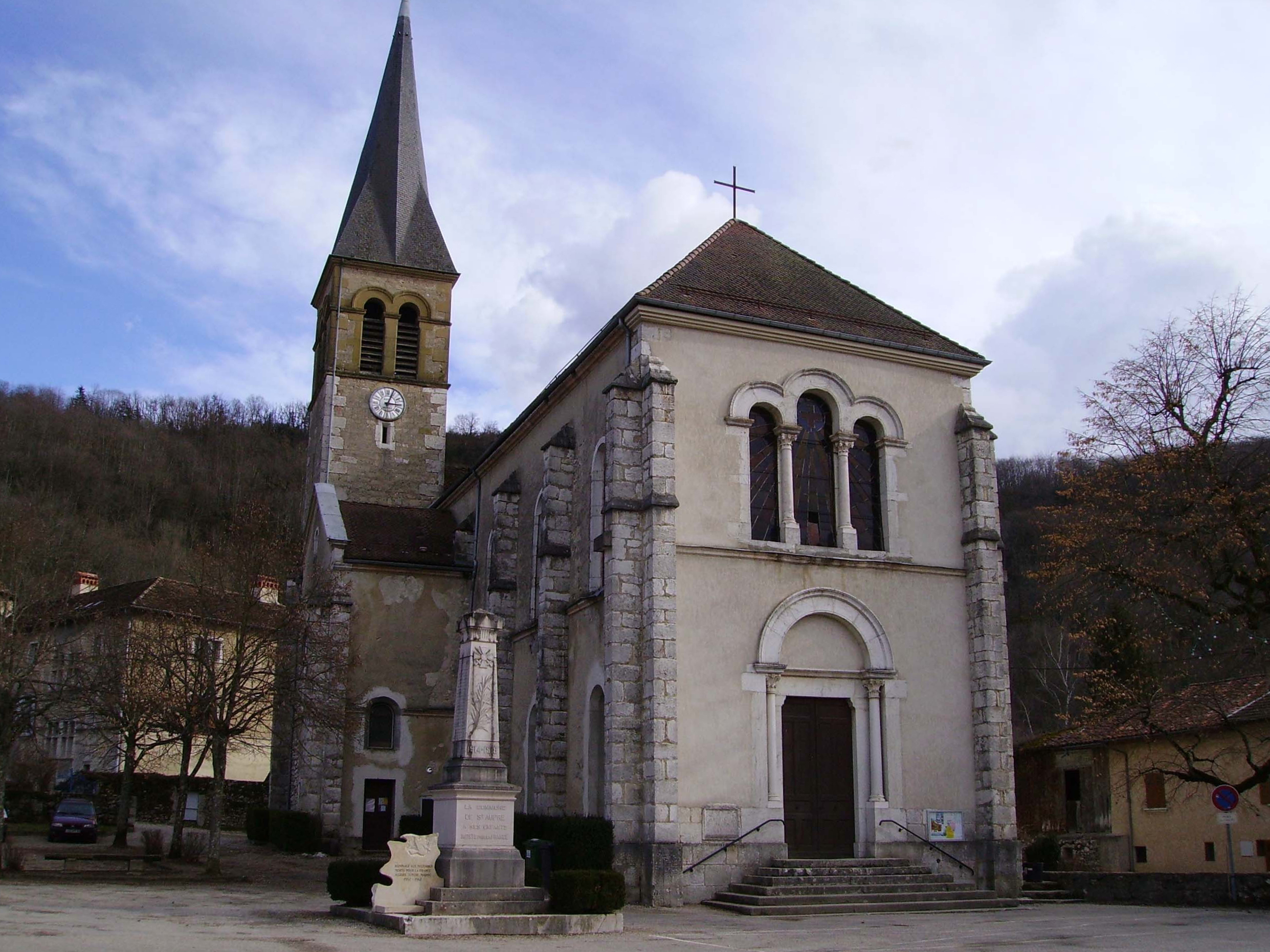
Kirche Saint-Aupre
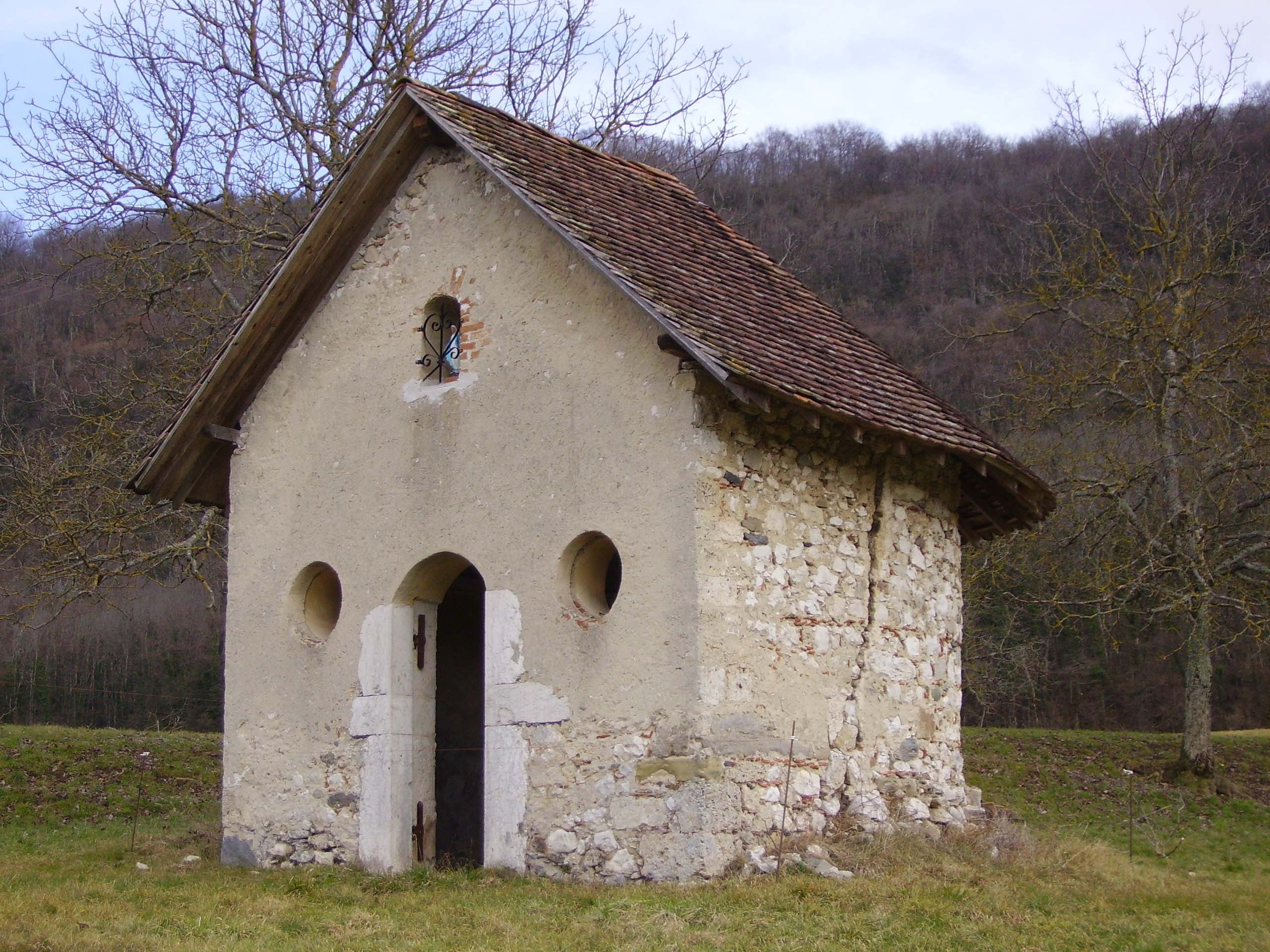
Kapelle La Madeleine
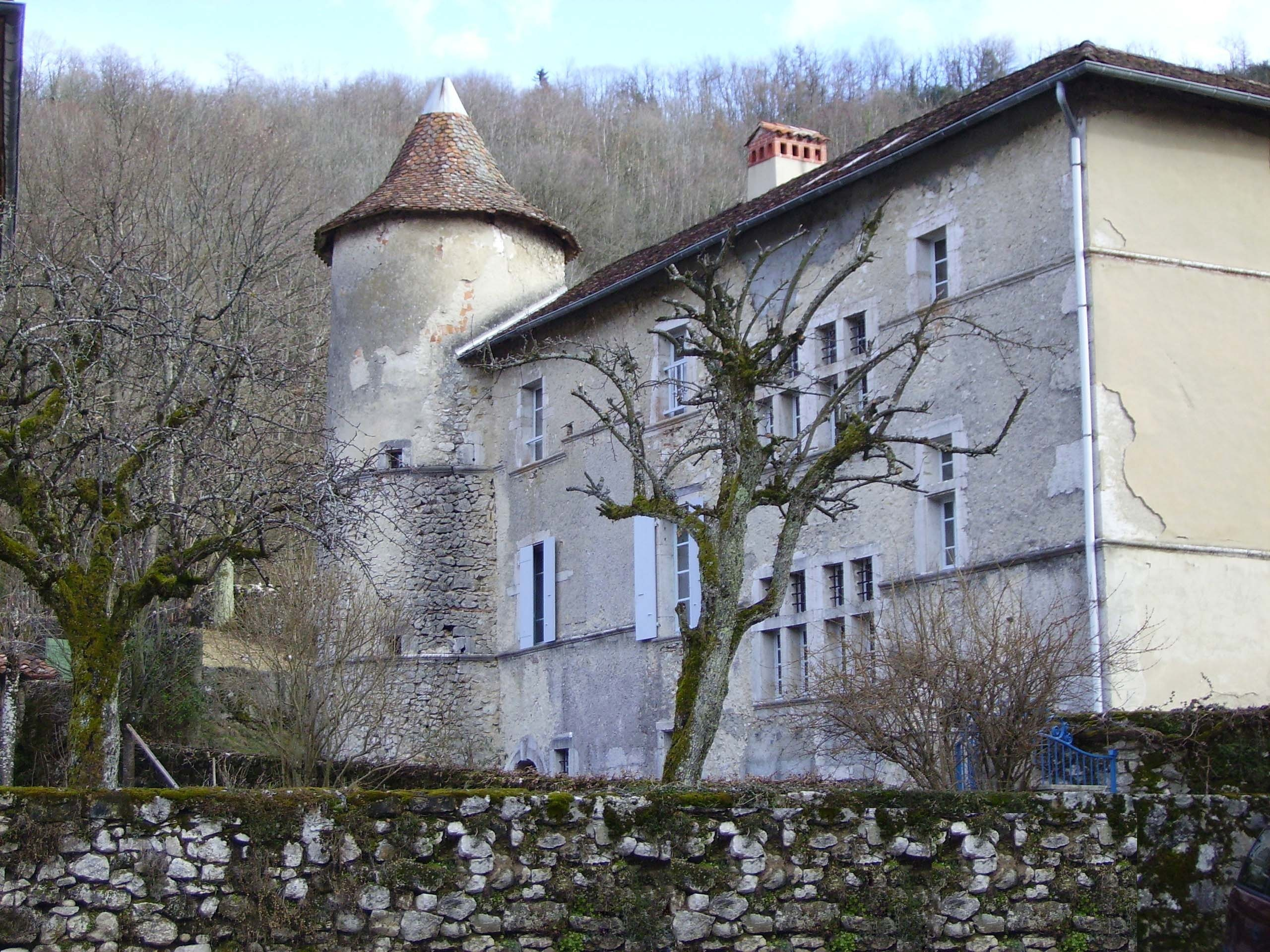
Schloss La Rossetière